# Riyal qatarien
Pour les articles homonymes, voir Rial.
Le riyal qatarien ou (anglicisme) riyal qatari (parfois orthographié rial) est la monnaie officielle du Qatar. Un riyal est divisé en 100 dirhams, et son abréviation est QR ou ر.ق (en arabe).